# Potasan
Potasan ist eine chemische Verbindung aus der Gruppe der substituierten Lactone und Thiophosphorsäureester. Es ist auch als "E 838" bekannt, aber kein Lebensmittelzusatzstoff, sondern ein Insektizid, das auch auf die Gesundheit von Menschen Einfluss hat.

## Eigenschaften
Potasan ist ein weißer Feststoff, der schwer löslich in Wasser ist. Er zersetzt sich bei Erhitzung über 210 °C.

## Verwendung
Potasan ist ein Thiophosphorsäureester-Insektizid aus der Cumarin-Reihe. Das 1948 von Gerhard Schrader bei Bayer entwickelte Insektizid wurde nach dem Zweiten Weltkrieg zur Bekämpfung von Kartoffelkäfern eingesetzt, später jedoch durch neuere Verbindungen ersetzt.
Für Potasan gibt es keine Regelungen seitens der Europäischen Union. In Deutschland, Österreich und der Schweiz sind keine Pflanzenschutzmittel mit diesem Wirkstoff zugelassen.